# Reichsstatthalter
In der Zeit des Nationalsozialismus im Deutschen Reich von 1933 bis 1945 gab es Reichsstatthalter für im Wesentlichen den deutschen Teilstaaten entsprechende, reichsunmittelbare Verwaltungsbezirke. Sie waren als Beauftragte der Reichszentrale auf der Ebene der Reichsgaue mit Überwachungs-, Eingriffs- und Leitungsfunktionen betraut und verantwortlich für die länderseitige Gleichschaltung, die mit dem Vorläufigen Gleichschaltungsgesetz vom 31. März 1933 eingeleitet worden war. Ihre Aufgaben entsprachen denen des Landeschefs oder Ministerpräsidenten, zum Teil in Personalunion, sie waren aber selbst nicht Mitglied der Landesregierung.

## Gesetzliche Grundlage
Das Amt wurde auf Grund des Zweiten Gesetzes zur Gleichschaltung der Länder mit dem Reich vom 7. April 1933 gebildet.

### Befugnisse
Die neu eingesetzten Reichsstatthalter hatten die Aufgabe, für die Beachtung der vom Reichskanzler Adolf Hitler aufgestellten Richtlinien der Politik zu sorgen, und verfügten unter anderen über folgende Befugnisse:
- Ernennung und Entlassung des Vorsitzenden der Landesregierung,

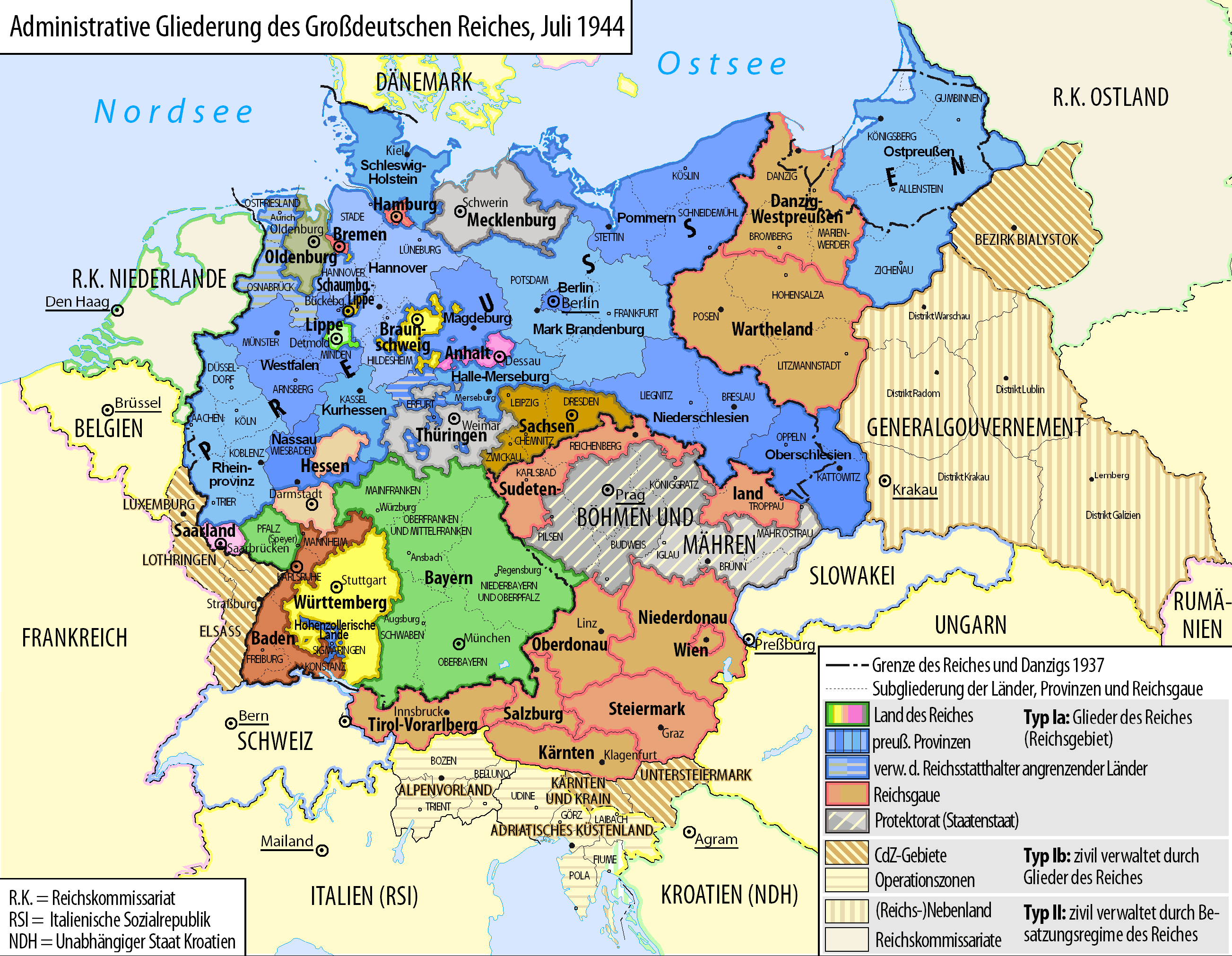
Die deutschen Länder und Reichsgaue 1944

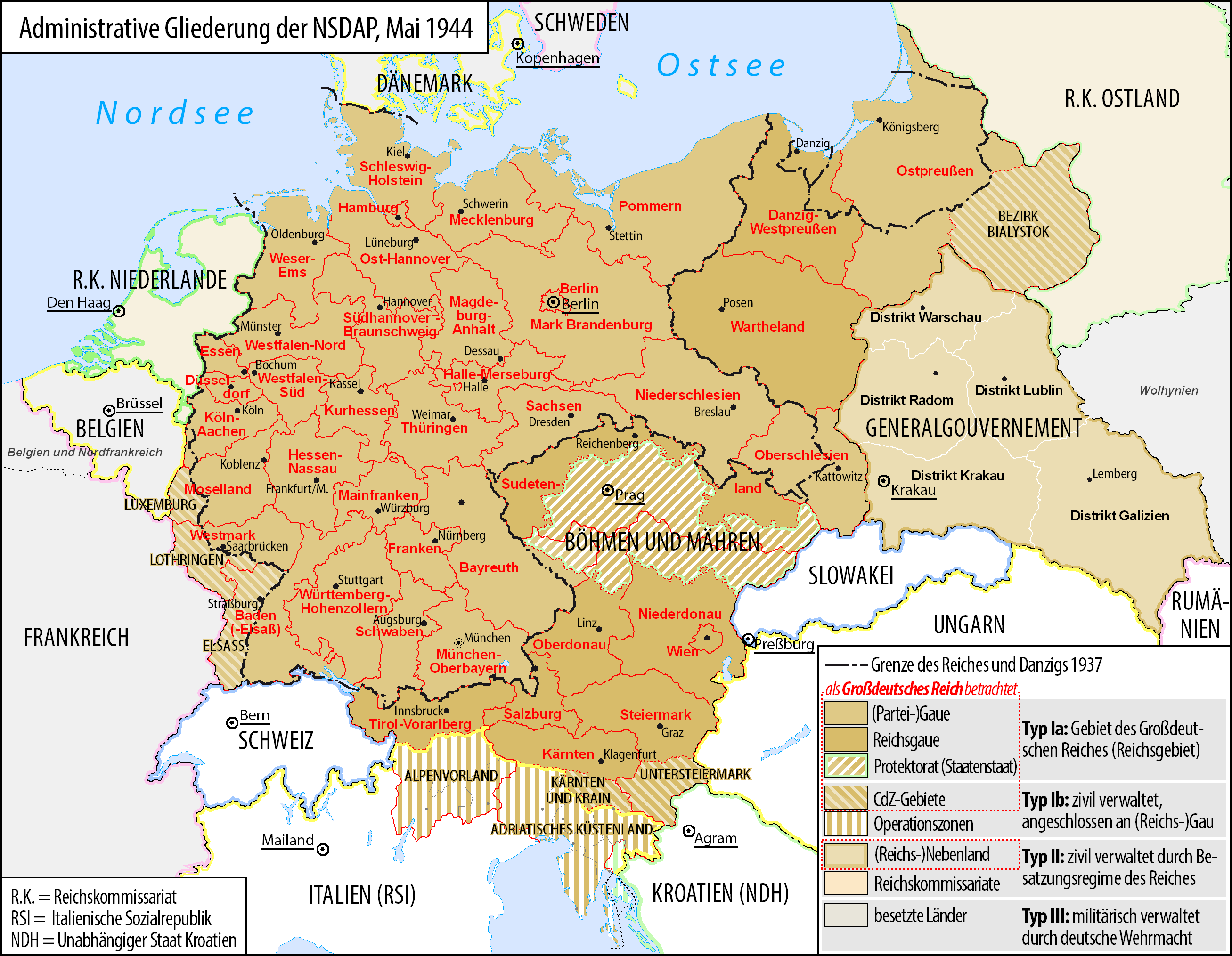
Gaue der NSDAP 1944

- Auflösung und Anordnung der Neuwahl des Landtags,
- Ausfertigung und Verkündung der Landesgesetze,
- Ernennung und Entlassung der wichtigsten Staatsbeamten und Richter,
- das Begnadigungsrecht.

### Land Preußen
In Preußen übte der Reichskanzler die Geschäfte des Reichsstatthalters aus. Damit sollte der Dualismus Reich/Preußen ein Ende finden; der größte Teilstaat sollte endgültig im Reich aufgehen. Die Befugnisse des Reichsstatthalters in Preußen waren von Hitler bereits am 10. April 1933 dem preußischen Ministerpräsidenten Hermann Göring übertragen worden.
Seit dem 27. November 1934 wurden ferner „bis zur Durchführung der Neugliederung des Reiches“ in Preußen die Oberpräsidenten für den Bereich ihrer Provinzen zu ständigen Vertretern der Reichsregierung ernannt. Sie hatten die Befugnis, sich von sämtlichen Reichs- und Landesbehörden in ihrem Bereich unterrichten zu lassen und „sie auf die maßgebenden Gesichtspunkte und die danach erforderlichen Maßnahmen aufmerksam zu machen“. Ferner durften sie bei Gefahr im Verzug einstweilige Anordnungen treffen.

### Außerpreußische Länder (ohne Saarland)
Für jedes größere außerpreußische Land war ein Reichsstatthalter bestimmt. Für Länder unter zwei Millionen Einwohner gab es einen einheitlichen Amtsbezirk mit anderen Ländern (z. B. Oldenburg und Bremen, Mecklenburg und Lübeck, Lippe und Schaumburg-Lippe) unter einem gemeinsamen Reichsstatthalter.
In fast allen Fällen ernannte Hitler ausgewählte Gauleiter der NSDAP zu Reichsstatthaltern; neben Preußen, wo er selbst bzw. Göring dieses Amt versah, bildete einzig Bayern mit Franz von Epp eine Ausnahme.
Die landespolitischen Befugnisse dieser Reichsstatthalter/Gauleiter bildeten einen wichtigen Hebel zur nationalsozialistischen Durchdringung des Staatsapparates. Zugleich erfolgte dadurch eine machtpolitische Differenzierung im Kreis der NS-Gauleiter, ja selbst innerhalb der Reichsstatthalter: Einige durften nach 1935 Reichsstatthalter- und Ministerpräsidentenämter kombinieren, andere Reichsstatthalter- und Oberpräsidentenämter.

## Reichsstatthaltergesetz vom 30. Januar 1935

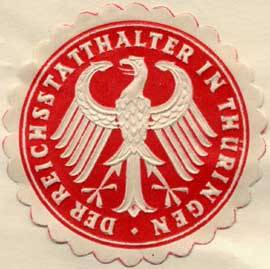
Siegelmarke „Der Reichsstatthalter in Thüringen“

Zuvor dem Land angehörig, dessen Staatsgewalt er ausübte, wurden nunmehr alle Reichsstatthalter für ihren Bezirk zu ständigen Vertretern der Reichsregierung und hatten die Aufgabe, „für die Beobachtung der vom Führer und Reichskanzler aufgestellten Richtlinien der Politik zu sorgen“.
Sie hatten ebenso wie die preußischen Oberpräsidenten die Befugnis, sich von sämtlichen Reichs- und Landesbehörden in ihrem Bereich unterrichten zu lassen und „sie auf die maßgebenden Gesichtspunkte und die danach erforderlichen Maßnahmen aufmerksam zu machen“. Ferner durften sie bei Gefahr im Verzug einstweilige Anordnungen treffen. Darüber hinaus konnte der Reichsstatthalter auch mit der Führung einer Landesregierung beauftragt werden. Für den Zuschnitt der Bezirke der Reichsstatthalter trat keine Änderung ein.

## Saarpfalz/„Westmark“
Nach der „Rückgliederung“ des Saargebietes ab 1. März 1935 wurde in Saarbrücken eine neue Verwaltungsbehörde eingerichtet, die bis 1944 unter der Führung von Josef Bürckel stand, dem schon amtierenden Gauleiter der Saarpfalz und Reichsstatthalter der bayerischen Pfalz, bis zum Kriegsende unter Willi Stöhr (ab 4. Oktober 1944 zunächst kommissarisch, ab 31. Januar 1945 dann als Gauleiter des Gaus Westmark). Bürckel erhielt den Titel „Reichskommissar für die Rückgliederung des Saarlandes“ und hatte als ständiger Vertreter der Reichsregierung im Saarland die Aufgabe, für die Beachtung der von Führer und Reichskanzler Hitler aufgestellten Richtlinien der Politik zu sorgen.
Die Behördenbezeichnung änderte sich im Laufe der Jahre wie folgt:
- 11. Februar 1935: Reichskommissar für die Rückgliederung des Saargebiets,
- 17. Juni 1936: Reichskommissar für das Saarland,
- 8. April 1940: Reichskommissar für die Saarpfalz (gemeinsame Verwaltung – kein formeller Zusammenschluss – des Saarlandes und des bayerischen Regierungsbezirks Pfalz),
- 11. März 1941: Reichsstatthalter in der Westmark (gemeinsame Verwaltung – kein formeller Zusammenschluss – des Saarlandes, des bayerischen Regierungsbezirks Pfalz und des CdZ-Gebietes Lothringen).

## Liste der Reichsstatthalter

### Altreich
| Statthalterbezirk                                                                                       | Sitz                  | Amtsinhaber                                                                 |
| --- | --------------------- | --------------------------------------------------------------------------- |
| Baden (1940–1945 Baden-Elsaß)                                                                           | Karlsruhe             | Robert Wagner                                                               |
| Bayern                                                                                                  | München               | Franz von Epp                                                               |
| Braunschweig/Anhalt                                                                                     | Dessau                | 1933–1935: Wilhelm Loeper 1935–1937: Fritz Sauckel 1937–1945: Rudolf Jordan |
| Hamburg                                                                                                 | Hamburg               | Karl Kaufmann                                                               |
| Hessen                                                                                                  | Darmstadt             | Jakob Sprenger                                                              |
| Lippe/Schaumburg-Lippe                                                                                  | Detmold               | Alfred Meyer                                                                |
| Mecklenburg-Schwerin/Lübeck/Mecklenburg-Strelitz (1934–1937 Mecklenburg/Lübeck) (1937–1945 Mecklenburg) | Schwerin              | Friedrich Hildebrandt                                                       |
| Oldenburg/Bremen                                                                                        | Oldenburg (Oldenburg) | 1933–1942: Carl Röver 1942–1945: Paul Wegener                               |
| Preußen                                                                                                 | Berlin                | 1933–1935: Adolf Hitler 1935–1945: Hermann Göring (amtierend)               |
| Sachsen                                                                                                 | Dresden               | Martin Mutschmann                                                           |
| Thüringen                                                                                               | Weimar                | Fritz Sauckel                                                               |
| Württemberg                                                                                             | Stuttgart             | Wilhelm Murr                                                                |

### Angeschlossene Reichsgaue
In den neuen Reichsgauen (Sudetenland, Danzig-Westpreußen, Wartheland und den Alpen- und Donau-Reichsgauen) leitete der Reichsstatthalter die Verwaltung. Er war in Personalunion Gauleiter des gleichnamigen (Partei-)Gaues der NSDAP.
| Statthalterbezirk                      | Sitz        | Amtsinhaber                                                |
| -------------------------------------- | ----------- | ---------------------------------------------------------- |
| Danzig-Westpreußen                     | Danzig      | 1939–1945: Albert Forster                                  |
| Kärnten                                | Klagenfurt  | 1940–1941: Franz Kutschera 1941–1945: Friedrich Rainer     |
| Niederdonau (Niederösterreich)         | Wien        | 1940–1945: Hugo Jury                                       |
| Oberdonau (Oberösterreich)             | Linz        | 1940–1945: August Eigruber                                 |
| Salzburg                               | Salzburg    | 1940–1941: Friedrich Rainer 1941–1945: Gustav Adolf Scheel |
| Steiermark                             | Graz        | 1940–1945: Sigfried Uiberreither                           |
| Sudetenland                            | Reichenberg | 1939–1945: Konrad Henlein                                  |
| Tirol-Vorarlberg                       | Innsbruck   | 1940–1945: Franz Hofer                                     |
| Wartheland                             | Posen       | 1939–1945: Arthur Greiser                                  |
| Westmark (Pfalz, Saarland, Lothringen) | Saarbrücken | 1941–1944: Josef Bürckel 1944–1945: Willi Stöhr            |
| Groß-Wien                              | Wien        | 1940:–9999 Josef Bürckel 1940–1945: Baldur von Schirach    |